# 올림픽 카보베르데 선수단
카보베르데는 1996년부터 개최된 모든 하계 올림픽에 선수단을 보냈지만, 이 나라는 올림픽 메달을 획득한 적이 없다. 카보베르데 출신의 어떤 선수도 동계 올림픽에 참가한 적이 없다.
카보베르데가 1996년 올림픽 참가를 시작한 이래 꾸준히 경쟁해 온 유일한 종목은 남자 마라톤이다. 순위는 94위(1996년)에서 67위(2000년)로 향상되었고, 78위(2004년)로 떨어졌으며 최고 점수인 2008년 48위에 도달했다. 경쟁을 위해 자주 선택되는 다른 종목으로는 육상과 체조가 있다.
카보베르데 국가 올림픽 위원회는 "Comité Olímpico Cabo-verdiano"이다. 1989년에 시작되어 1993년에 인정을 받았다.

## 대회별 매달 집계

### 하계 올림픽 매달 집계
| 경기                  | 선수          | 금 | 은 | 동 | 합계 | 순위 |
| 1996년 애틀랜타       | 4             | 0  | 0  | 0  | 0    | –    |
| 2000년 시드니         | 2             | 0  | 0  | 0  | 0    | –    |
| 2004년 아테네         | 3             | 0  | 0  | 0  | 0    | –    |
| 2008년 베이징         | 3             | 0  | 0  | 0  | 0    | –    |
| 2012년 런던           | 3             | 0  | 0  | 0  | 0    | –    |
| 2016년 리우데자네이루 | 5             | 0  | 0  | 0  | 0    | –    |
| 2020년 도쿄           | 6             | 0  | 0  | 0  | 0    | –    |
| 2024년 파리           | 미래의 이벤트 |    |    |    |      |      |
| 2028년 로스앤젤레스   | 미래의 이벤트 |    |    |    |      |      |
| 2032년 브리즈번       | 미래의 이벤트 |    |    |    |      |      |
| 합계                  | 합계          | 0  | 0  | 0  | 0    | –    |